# Államok vezetőinek listája 502-ben
Ezen az oldalon az i. sz. 502-ben fennálló államok vezetőinek névsora olvasható földrészek, majd országok szerinti bontásban.

## Európa
- Bizánci Birodalom
  - Császár: I. Anasztasziosz (491–518)

- Vizigótok
  - Király: II. Alaric (484–507)

- Osztrogót Királyság
  - Király: Theodoric (474–526)

- Burgundok
  - Király: Gundobad (Lyonban) (480–516)
  - Király: Sigismund (Genfben) (501–524)

- Száli frankok
  - Király: I. Chlodwig (482–511)

- Rajnai frankok
  - Király: Sigibert (483–509)

### Britannia
- Kenti Királyság
  - Király: Oeric (488–512)

- Sussexi Királyság
  - Király: Cissa (kb 500–kb 550)

- Dál Riata
  - Király: I. Domangart (501–507)

- Gwynedd
- Király: Cadwallon Lawhir ap Einion (kb 500–kb 520)

## Ázsia
- Ibériai Királyság
  - Király: I. Vahtang (447–502)
  - Király: Dacsi (502–534)

- India
  - Anuradhapura
    - Király: I. Moggallána (497–515)

  - Gupta Birodalom
    - Király: III. Csandragupta (495–507)

  - Kadamba
    - Király: Ravivarman (500–538)

  - Pallava
    - Király: II. Kumaravisnu (500–520)

  - Vákátaka
    - Király: Hariséna (480–510)

- Japán
  - Császár: Burecu (498–506)

- Kína (Északi és déli dinasztiák kora)
  - Déli Csi-dinasztia
    - Császár: Csi Ho-ti (501-502)

  - Liang-dinasztia
    - Császár: Liang Vu-ti (502–549)

  - Északi Vej dinasztia
    - Császár: Vej Hszüanvu-ti (499–515)

- Korea
  - Pekcse
    - Király: Murjong (501–523)

  - Kogurjo
    - Király: Mundzsa (491–519)

  - Silla
    - Király: Csidzsung (500–514)

  - Kumgvan Kaja
    - Király: Kjomdzsi (492–521)

- Szászánida Birodalom
  - Nagykirály: I. Kavád (499–531)

## Afrika
- Vandálok
  - Király: Thrasamund (496–523)

- Akszúmi Királyság
  - Akszúmi uralkodók listája

## Amerika
- Palenque
  - Király: I. Ahkal Mo' Nahb (501–524)

- Tikal
  - Király: II. Chak Tok Ich’aak (II. "Nagy Jaguármancs") (486–508)

## Egyházfő
- Pápa: Symmachus (498–514)
- Konstantinápolyi pátriárka: II. Makedoniosz (496–511)

## Fordítás
- Ez a szócikk részben vagy egészben  a   Liste der Staatsoberhäupter 502 című német Wikipédia-szócikk ezen változatának fordításán alapul.  Az eredeti cikk szerkesztőit annak laptörténete sorolja fel. Ez a jelzés csupán a megfogalmazás eredetét és a szerzői jogokat jelzi, nem szolgál a cikkben szereplő információk forrásmegjelöléseként.